# ملاکای هلند
ملاکای هلند (انگلیسی: Dutch Malacca) طولانی‌ترین دوره ای بود که ملاکا (شهر) تحت کنترل یک کشور خارجی بود. امپراتوری هلند تقریباً ۱۸۳ سال با اشغال متناوب انگلیس در طول جنگ‌های ناپلئونی (۱۷۹۵–۱۸۱۸) بر این شهر حکومت کردند.